# الدوري الهولندي الدرجة الثانية 1969–70
الدوري الهولندي الدرجة الثانية 1969–70 (بالهولندية: Tweede divisie 1969/70)‏ هو موسم من الدوري الهولندي الدرجة الثانية. فاز فيه نادي هيرنفين.